# Lesno-plastični kompozit
Lesno-plastični kompoziti (WPC) so kompozitni materiali iz lesnih vlaken / lesne moke in termoplastov, kot so polietilen (PE), polipropilen (PP), polivinilklorid (PVC) ali polimlečna kislina (PLA).
Poleg lesnih vlaken in plastike lahko WPC vsebujejo tudi druga lignocelulozna in/ali anorganska polnila. WPC so podmnožica večje kategorije materialov, imenovanih plastični kompoziti iz naravnih vlaken (NFPC), ki ne smejo vsebovati polnil iz celuloznih vlaken, kot so celulozna vlakna, lupine arašidov, kavna lupina, bambus, slama, digestat itd.
Kemični dodatki omogočajo integracijo polimera in lesne moke (prah) ter hkrati omogočajo optimalne pogoje obdelave.

## Zgodovina
Podjetje, ki je izumilo in patentiralo postopek za ustvarjanje WPC, je bilo Covema iz Milana leta 1960, ki sta ga ustanovila brata Terragni ( Dino in Marco ). Covema imenuje WPC pod blagovno znamko Plastic-Wood.   Po nekaj letih od izuma Plastic-Wood je podjetje Icma San Giorgio patentiralo prvi postopek za dodajanje lesnih vlaken / lesne moke termoplasti (WPC). 

## Uporabe
WPC-ji, včasih znani tudi kot kompozitni les, so še vedno novi materiali glede na dolgo zgodovino naravnega lesa kot gradbenega materiala. Najbolj razširjena uporaba WPC-jev v Severni Ameriki je na zunanjih krovnih tleh, vendar se uporabljajo tudi za ograje, ograje, les za urejanje okolice, obloge in obloge, parkovne klopi, letve in obloge, montažne hiše pod blagovno znamko Woodpecker WPC.,  okenski in vratni okvirji ter notranje pohištvo .  WPC so bili prvič predstavljeni na trgu talnih oblog v zgodnjih devetdesetih letih prejšnjega stoletja. Proizvajalci      trdijo, da je WPC bolj okolju prijazen in zahteva manj vzdrževanja kot alternative masivnega lesa, obdelanega z zaščitnimi sredstvi, ali masivnega lesa vrst, odpornih proti gnitju. Te materiale je mogoče oblikovati z ali brez detajlov simuliranih lesnih vlaken. 

## Proizvodnja
WPC se proizvajajo s temeljitim mešanjem mletih lesnih delcev in segrete termoplastične smole. Najpogostejši način izdelave je ekstrudiranje materiala v želeno obliko, uporablja pa se tudi brizganje . WPC so lahko izdelani iz neobdelanih ali recikliranih termoplastov, vključno s polietilenom visoke gostote (HDPE), polietilenom nizke gostote (LDPE), polivinilkloridom (PVC), polipropilenom (PP), akrilonitril butadien stirenom (ABS), polistirenom (PS), in polimlečne kisline (PLA). WPC na osnovi PE so daleč najpogostejši. Dodatki, kot so barvila, sredstva za spajanje, UV stabilizatorji, sredstva za razpenjanje, sredstva za penjenje in maziva, pomagajo prilagoditi končni izdelek ciljnemu področju uporabe. Ekstrudirani WPC so oblikovani v polne in votle profile. Proizvaja se tudi veliko različnih brizganih delov, od avtomobilskih vratnih plošč do pokrovov za mobilne telefone.
V nekaterih proizvodnih obratih se sestavine združijo in predelajo v ekstruderju za peletiranje, ki proizvaja pelete iz novega materiala. Pelete nato ponovno stopimo in oblikujemo v končno obliko. Drugi proizvajalci dokončajo končni del v enem samem koraku mešanja in iztiskanja. 
Zaradi dodajanja organskega materiala se WPC-ji med ekstruzijo in brizganjem običajno obdelujejo pri veliko nižjih temperaturah kot običajna plastika. WPC se običajno obdelujejo pri temperaturah okoli 28 °C (50 °F) nižji od enakega, na primer nepolnjenega materiala. Večina bo začela goreti pri temperaturah okoli 204 °C (400 °F) .  Obdelava WPC-jev pri previsokih temperaturah poveča tveganje za striženje ali opekline in razbarvanje, ki je posledica potiskanja prevročega materiala skozi premajhna vrata med brizganjem. Razmerje med lesom in plastiko v kompozitu bo na koncu določilo indeks tečenja taline (MFI) WPC, pri čemer večje količine lesa običajno vodijo do nižjega MFI.

## Prednosti in slabosti
WPC ne korodira in je zelo odporen proti gnitju, gnitju in napadom morskega vrtalnika, čeprav absorbira vodo v lesna vlakna, vdelana v material.  Absorpcija vode je bolj izrazita pri WFC s hidrofilno matriko, kot je PLA, in vodi tudi do zmanjšane mehanske togosti in trdnosti.  Mehansko delovanje v mokrem okolju je mogoče izboljšati z acetilacijo .  WPC so dobro obdelovalni in jih je mogoče oblikovati z običajnimi orodji za obdelavo lesa. WPC se pogosto štejejo za trajnosten material, saj jih je mogoče izdelati iz reciklirane plastike in odpadkov lesne industrije . Čeprav ti materiali nadaljujejo življenjsko dobo uporabljenih in zavrženih materialov, imajo svojo precejšnjo razpolovno dobo; zaradi dodanih polimerov in lepil je WPC težko ponovno reciklirati po uporabi.  Lahko pa jih je enostavno reciklirati v novem WPC, podobno kot beton. Ena od prednosti pred lesom je zmožnost oblikovanja materiala, da doseže skoraj vsako želeno obliko. WPC člen je mogoče upogniti in pritrditi, da tvori močne ločne krivulje. Druga pomembna prodajna točka teh materialov je pomanjkanje barve. Izdelujejo se v različnih barvah, vendar so na voljo v sivih in zemeljskih tonih. Kljub do 70-odstotni vsebnosti celuloze (čeprav je pogosteje 50/50) je mehansko obnašanje WPC najbolj podobno čistim polimerom. Čisti polimeri se polimerizirajo brez dodanih topil.   To pomeni, da imajo WPC nižjo trdnost in togost kot les ter se obnašajo odvisno od časa in temperature.  Lesni delci so dovzetni za napad gliv, čeprav ne toliko kot masivni les, polimerna komponenta pa je občutljiva na UV razgradnjo.  Možno je, da se moč in togost zmanjšata s cikli zamrzovanja in odmrzovanja, čeprav na tem področju še vedno potekajo testiranja. Nekatere formulacije WPC so občutljive na obarvanje z različnimi sredstvi.

## Stenske obloge
WPC stenske obloge za zunanjo uporabo so plošče, narejene iz lesno-plastičnega kompozita (WPC), ki so namenjene za oblaganje zunanjih površin. WPC stenski oblogi združujejo prednosti naravnega lesa in trajnosti termoplastičnih materialov, kar omogoča estetsko privlačne in trajne zunanje obloge.
Te obloge so sestavljeni iz lesnih vlaken/lesnega drobljenca in termoplastičnih smol, kot so polietilen (PE), polipropilen (PP) ali polivinilklorid (PVC). Lesna vlakna zagotavljajo naraven videz in toplino, medtem ko termoplastični materiali omogočajo odpornost proti vremenskim vplivom, gnilobi in škodljivcem.
WPC stenske obloge so trpežni, lahki, enostavne za namestitev in zahtevajo malo vzdrževanja. So tudi okolju prijazna izbira, saj vsebujejo reciklirane lesne materiale in se lahko reciklirajo po koncu življenjske dobe.
Zahvaljujoč svoji vsestranskosti in estetski privlačnosti so WPC stenske obloge za zunanjo uporabo priljubljeni za različne aplikacije, kot so oblaganje fasad, ograj, vrtne ute, teras in drugih zunanjih površin.

## Težave

### Okoljski vpliv
Na vpliv WPC na okolje neposredno vpliva razmerje med obnovljivimi in neobnovljivimi materiali. Običajno uporabljeni polimeri na osnovi nafte imajo negativen vpliv na okolje, ker so odvisni od neobnovljivih surovin in nebiološke razgradljivosti plastike.

### Nevarnosti požara
Vrste plastike, ki se običajno uporabljajo v formulacijah WPC, imajo večjo požarno nevarnost kot sam les, saj ima plastika višjo vsebnost kemične toplote in se lahko stopi. Vključitev plastike kot dela kompozita povzroči večjo nevarnost požara pri WPC v primerjavi z lesom. Nekateri uradniki za kodeks so vedno bolj zaskrbljeni zaradi požarne učinkovitosti WPC.  